# Hans Ruesch
Hans Ruesch (Nápoles, 17 de mayo de 1913-Massagno, 27 de agosto de 2007) fue un piloto de automovilismo y escritor suizo en inglés e italiano. También fue activista internacional contra la experimentación con animales.

## Biografía
Era un entusiasta del automovilismo. Como piloto profesional, llegó a alcanzar grandes victorias internacionales, hasta que en la víspera de la 2.ª Guerra Mundial, partió para los Estados Unidos, donde se manifestó su vocación literaria. Comenzó colaborando en diversas famosas revistas norteamericanas. Su primer libro fue El país de las sombras largas, novela que ya ha sido traducida a 21 idiomas.
Algunas de sus novelas fueron llevadas al cine, como El país de las sombras largas por Nicholas Ray con el título de Los dientes del diablo, con Anthony Quinn como protagonista.
Su libro Slaughter of the Innocent fue publicado por Bantam Books en 1978. La editorial recibió quejas del imperio biomédico y farmacéutico, lo que llevó a suprimir la venta del libro poco después de su publicación. Ruesch tuvo que pagar él mismo a una imprenta para distribuir Slaughter of the Innocent y sus siguientes obras contra la vivisección.